# Ragazzi fuori (Clementino)
Ragazzi fuori è un singolo del rapper italiano Clementino, pubblicato il 7 febbraio 2017 come primo estratto dal quinto album in studio Vulcano.

## Descrizione
Sesta traccia dell'album, il brano è stato composto dallo stesso Clementino insieme al rapper Marracash e ai musicisti Shablo e Zef ed è stato presentato per la prima volta dal vivo da Clementino in occasione della sua partecipazione al Festival di Sanremo 2017, dove si è classificato 16º.

## Video musicale
Il video, diretto da Martina Pastori, è stato girato a Pompei.

## Tracce
1. Ragazzi fuori – 3:22

## Classifiche
| Classifica (2017) | Posizione massima |
| ----------------- | ----------------- |
| Italia            | 60                |